# Gustave Dewalque
Gustave Dewalque, né le 2 décembre 1826 à Stavelot et mort le 3 novembre 1905 à Liège, est un physicien, géologue, paléontologiste et minéralogiste belge, professeur à l'Université de Liège.

## Biographie
Gilles Joseph Gustave Dewalque, né le 2 décembre 1826 à Stavelot, est le fils de Jean François Dewalque et de Marie Thérèse Gustin. Le 9 septembre 1876, il épouse à Liège Céline Lambotte qui lui donne deux filles. Il est le grand-père de Gustave Le Paige, jésuite célèbre pour ses découvertes archéologiques au Chili.
Il fait ses études secondaires au Collège de Liège. Il fait ensuite des études universitaires à partir de 1844 en sciences et en médecine et est proclamé docteur en médecine en 1853. Poursuivant ses études en sciences, il est proclamé docteur en sciences naturelles en 1854. Il met en œuvre immédiatement ses connaissances de médecin à Liège pour lutter contre une épidémie de choléra.
En 1855, sa carrière prend un tournant lorsqu'il accepte la fonction de répétiteur du cours de minéralogie et de géologie à l'Université de Liège. En 1857, il obtient le diplôme de docteur en sciences minérales ce qui lui permet d'être nommé en 1857 professeur extraordinaire de minéralogie, géologie et paléontologie de la Faculté des sciences de l'Université de Liège. Il enseignera ainsi jusqu'en 1897.
Parallèlement à ses activités académiques, il fait de nombreuses recherches touchant à la géologie, la minéralogie, la physique et à la paléontologie. Il joue un rôle primordial dans l'établissement d'une carte géologique de la Belgique à l'échelle du 40 000 e qui sera plusieurs fois mise à jour sur base des découvertes.
Il était membre de l'Académie royale des sciences, des lettres et des beaux-arts de Belgique, de l'Académie pontificale des Lyncéens, de l'Académie des Sciences naturelles de Philadelphie, de l'Académie du Valdarno, de l'Institut impérial et royal géologique d'Autriche, membre honoraire de la Société impériale de minéralogie de Saint-Pétersbourg, membre étranger de la Geological Society of London et membre de la Société royale des Sciences de Liège.
À la suite de son décès le 3 novembre 1905 à Liège, ses funérailles ont lieu le 6 novembre 1905 avec les honneurs militaires à l'église Sainte-Véronique de Liège et il est inhumé au cimetière de Grâce-Berleur.

## Hommages et distinctions
Sa ville natale lui a dédié une « rue Gustave Dewalque ».
Les distinctions suivantes lui ont été décernées :
- Commandeur de l'ordre de Léopold (Belgique) ;
- Croix civique de 1ère classe (Belgique) ;
- Officier de l'ordre des Saints-Maurice-et-Lazare

(Italie).

## Publications
- Dewalque, G. (1854). Note sur les divers étages qui constituent le lias moyen et le lias supérieur dans le Luxembourg. Bulletin de la société géologique de France, 2e série, 11, 546–561.
- Dewalque, G. (1857). Observations critiques sur l’âge des grès liassiques du Luxembourg, avec une carte géologique des environs d’Arlon. Bulletins de l’Académie royale des Sciences, des Lettres et des Beaux-Arts de Belgique, 2e série, 2, 343–354.
- Dewalque, G. (1860). Atlas de cristallographie à l’usage des élèves du cours de minéralogie. Liége, Noblet, 16 p.
- Dewalque, G. (1861). Sur la constitution du système eifélien dans le bassin anthraxifère du Condroz. Bulletins de l’Académie royale des Sciences, des Lettres et des Beaux-Arts de Belgique, 2e série, 11, 64–83.
- Dewalque, G. (1862). Notice sur le système eifelien dans le bassin de Namur. Bulletins de l’Académie royale des Sciences, des Lettres et des Beaux-Arts de Belgique, 2e série, 13, 146–155.
- Dewalque, G. (1863). Procès-verbal de la réunion extraordinaire de la Société géologique de France à Liège, du 30 août au 6 septembre 1863. Bulletin de la Société géologique de France, 2e série, 20, 761–878.
- Dewalque, G. (1864). Sur la distribution des eaux minérales en Belgique. Bulletins de l’Académie royale des Sciences, des Lettres et des Beaux-Arts de Belgique, 2e série, 17, 151–153.
- Dewalque, G. (1864). Rapport sur l’eau minérale du puits artésien d’Ostende. Bulletins de l’Académie royale des Sciences, des Lettres et des Beaux-Arts de Belgique, 2e série, 18, 121–124.
- Dewalque, G. (1868). Prodrome d’une description géologique de la Belgique. Liège, Decq, 442 p.
- Dewalque, G. (1873). Davreux (Charles-Joseph). Biographie nationale, 4, col. 733–735.
- Dewalque, G. (1873). Rapport séculaire sur les travaux de la Classe des Sciences : Sciences minérales. Extrait du Livre commémoratif du centième anniversaire de l’Académie (1772–1872). Bruxelles, F. Hayez, 90 p.
- Dewalque, G. (1875). Fossiles du Diluvium crayeux de Sainte-Walburge, à Liège. Annales de la Société géologique de Belgique, 2, B67.
- Dewalque, G. (1877). Un grand Ichthyodorulite ou rayon de nageoire d’un poisson du calcaire carbonifère inférieur. Annales de la Société géologique de Belgique, 5, B59–B60.
- Dewalque, G. (1879). Carte géologique de la Belgique et des provinces voisines. Annales de la Société géologique de Belgique, 6, Bibliographie, 3–17.
- Dewalque, G. (1881). Fragments paléontologiques : sur une algue nouvelle de la craie ; une algue nouvelle des psammites du Condroz ; un nouveau crustacé phyllopode ; Leperdita briarti ; Crania corneti ; Protaster descheni. Annales de la Société géologique de Belgique, 8, M43–M54.
- Dewalque, G. (1895). Sur la faune des calcschistes de Tournai, tournaisien d. Annales de la Société géologique de Belgique, 23, M19–M27.
- Dewalque, G. (1903). Carte géologique de la Belgique et des provinces voisines : seconde édition : notice explicative. Annales de la Société géologique de Belgique, 31, BB3–BB10.
- Dewalque, G. (1903). Carte géologique de la Belgique et des provinces voisines. 2e éd. Ech. 1:500 000. Paris, L. Wuhrer, 1 feuille
- Dewalque, G. (1905). Essai de carte tectonique de la Belgique et des provinces voisines. Annales de la Société géologique de Belgique, 32, M121–M122, accompagné d’une carte hors texte au 1:500.000.